# Megaskepasma
Megaskepasma, monotipični biljni rod iz porodice primogovki smješten u tribus Justicieae, dio potporodice Acanthoideae. Jedina vrsta je južnoamerički grm ili drvo M. erythrochlamys. Opisan je u Bulletin de l'Herbier Boissier 5(8): 666. 1897.

## Etimologija
Ime roda Megaskepasma dolazi od grčkih riječi "megas" što znači velik i "skepasma" što znači pokrivanje (odnosi se na obojene brakteje). Vrsta erythrochlamys znači ogrnut crvenom bojom.

## Opis
Poludrveni zimzeleni grm, može narasti do oko 2 – 3 m visine, a ponekad i 4,5 m u svom prirodnom staništu. Lišće zeleno, jajolikog oblika, nasuprotnog rasporeda, dužine oko 30 cm, žilanje na površini je istaknuto. Cjevasti cvjetovi nalaze se na uspravnim cvjetnim klasovima, svaki se cvijet sastoji od upadljivih crvenih brakteja koje okružuju pravi bijeli cvijet.
- Grm
- Cvjetovi
- Listovi
- Grm i cvjetovi
- Cvjetovi

## Sinonimi
- Perenideboles ciliatum Ram.Goyena; Fl. Nicarag. 2: 591 (1911)